# Linepithema cerradense
Linepithema cerradense es una especie de hormiga del género Linepithema, subfamilia Dolichoderinae. Fue descrita científicamente por Wild en 2007.
Se distribuye por Brasil, Bolivia y Paraguay. Se ha encontrado a elevaciones de hasta 1000 metros. Vive en microhábitats como nidos y el forraje.